# سالم عليو إبرو
سالم عليو إبرو ( (بالصومالية: Saalim Caliyoow Ibroow)‏ سياسي صومالي شغل لفترة وجيزة منصب رئيس وزراء الصومال بالإنابة في عام 2007، كما شغل منصب وزير البيئة والثرة الحيوانية، ومنصب وزير العدل والشؤون الدستورية، ووزير الطاقة والكهرباء.

## حياته المهنية
شغل إبرو منصب رئيس وزراء الحكومة الاتحادية الانتقالية الصومالية بشكل مؤقت في الفترة ما بين 29 أكتوبر 2007 و24 نوفمبر 2007، بعد استقالة رئيس الوزراء علي محمد غيدي.  قبل ذلك، شغل إبرو منصب نائب رئيس الوزراء غيدي، وتسلم حقائب وزارية عديدة قبلها من ضمنها المالية والثروة الحيوانية والثقافة والتعليم العالي.
وكان سالم إبرو أحد النواب الذين تنافسوا على منصب رئيس مجلس النواب بعد إقالة الرئيس السابق شريف حسن شيخ آدم، وكما أنه المفوض الوطني لليونسكو في جمهورية الصومال.
خلف إبرو في منصب رئيس الوزراء من قبل نور حسن حسين في 22 نوفمبر 2007، وعين وزيرا للعدل والشؤون الدينية.

### وزير البيئة والثروة الحيوانية
في 17 يناير 2014 تم تعيين إبرو وزيرًا للبيئة والثروة الحيوانية من قبل رئيس الوزراء عبد الولي شيخ أحمد، خلفا للوزير فارح شيخ عبد القادر محمد .  

### وزير العدل والشؤون الدستورية الصومالية
في 25 أكتوبر 2014 وإثر تعديل وزاري أجراه رئيس الوزراء عبد الولي الشيخ أحمد، عُين سالم إبرو وزيرا للعدل والشؤون الدستورية خلفا للوزير فارح شيخ عبد القادر محمد الذي خلفه في منصب وزير الثروة الحيوانية. 